# Кірхгайм (Нижня Франконія)
Кірхгайм (нім. Kirchheim) — громада в Німеччині, розташована в землі Баварія. Підпорядковується адміністративному округу Нижня Франконія. Входить до складу району Вюрцбург. Центр об'єднання громад Кірхгайм.
Площа — 18,99 км2. Населення становить 2225 ос. (станом на 31 грудня 2020).